# Nibbio Bacci
Nibbio Bacci (Orbetello, 3 febbraio 1923 – 16 settembre 1998) è stato un calciatore italiano, di ruolo attaccante. Molte fonti lo chiamano erroneamente Nibio Bacci.

## Caratteristiche tecniche
Giocava come ala sinistra.

## Carriera
Inizia a giocare a livello professionistico nell'Orbetello, squadra della sua città natale, con la cui maglia nella stagione 1940-1941. Con un intermezzo dovuto alla Seconda guerra mondiale gioca in biancoazzurro un totale di sei campionati consecutivi in Serie C fino al termine della stagione 1947-1948, conclusasi con la retrocessione del club toscano. Nell'estate del 1948 Bacci viene ceduto alla Lazio, società di Serie A, con la cui maglia nella stagione 1948-1949 gioca 2 partite in Serie A. A fine anno passa all'Empoli, squadra di Serie B, con cui nel corso della stagione 1949-1950 realizza 2 reti in 18 partite nella serie cadetta. Rimane all'Empoli anche nella stagione 1950-1951, giocata in Serie C in seguito alla retrocessione dell'anno precedente, e realizza 14 reti in 32 partite venendo acquistato a fine anno dal Livorno, società di Serie B. In maglia amaranto Bacci nella stagione 1951-1952 gioca 23 partite, nel corso delle quali segna anche 4 gol; il Livorno a fine stagione retrocede in Serie C, cedendolo in IV Serie al Foggia. Nella sua prima stagione realizza 12 gol in 29 partite, grazie ai quali i Satanelli chiudono il campionato al terzo posto in classifica dietro all'Avellino ed al Colleferro a tre punti di distanza da entrambe le squadre; nella stagione 1953-1954 gioca invece 27 partite segnando 14 gol: i rossoneri vincono il loro girone (il G), ma nel Girone Finale B per la promozione in Serie C, nel quale si trovano insieme a Bari, Prato e Colleferro, perdono tutte e sei le partite (nelle quali Bacci gioca sempre e segna anche un gol) chiudendo ultimi a 0 punti dietro al trio di squadre appaiate a quota 8 e tutte promosse in Serie C per l'anno successivo. Rimasto in IV Serie, il Foggia trattiene per un altro anno Bacci in squadra; la stagione 1954-1955 non è però all'altezza delle precedenti sia per la squadra (settima in classifica e mai realmente in corsa per la promozione) che per il giocatore che nell'arco dell'intero campionato gioca 27 partite segnando un solo gol; torna poi a vestire la maglia dell'Orbetello, con cui gioca per due anni in Promozione, prima di chiudere la carriera al Castelfiorentino.
Chiude la carriera con 2 presenze senza reti in Serie A e 41 presenze con 6 reti in Serie B.

## Palmarès

### Club

#### Competizioni nazionali
- IV Serie: 1

Foggia: 1953-1954